# Aratula
Aratula är en ort i Australien. Den ligger i kommunen Scenic Rim och delstaten Queensland, omkring 75 kilometer sydväst om delstatshuvudstaden Brisbane. Antalet invånare är 386.
Runt Aratula är det mycket glesbefolkat, med 5 invånare per kvadratkilometer.. Närmaste större samhälle är Boonah, omkring 15 kilometer öster om Aratula. 
I omgivningarna runt Aratula växer huvudsakligen savannskog. Genomsnittlig årsnederbörd är 1 402 millimeter. Den regnigaste månaden är januari, med i genomsnitt 269 mm nederbörd, och den torraste är september, med 37 mm nederbörd.